# Théâtre du Châtelet
Théâtre du Châtelet je divadlo v Paříži, které se nachází na Place du Châtelet v 1. obvodu. Bylo otevřeno v roce 1862 a dnes slouží především pro operní představení a koncerty klasické hudby. Má kapacitu 1923 míst. Budova je od roku 1979 chráněná jako historická památka.

## Historie
Divadlo navrhl architekt Gabriel-Jean-Antoine Davioud z příkazu barona Haussmanna. Výstavba probíhala v letech 1860-1862 na Place du Châtelet, kde naproti vyrostlo současně Théâtre de la Ville. Divadlo bylo slavnostně otevřeno pod názvem Théâtre impérial du Châtelet (Císařské divadlo Châtelet) 19. dubna 1862 za přítomnosti císařovny Eugénie.
Na začátku 20. století se v divadle začala hrát také opereta, balet a probíhaly zde koncerty. V roce 1909 zde vystupoval Ďagilevův Ruský balet. Dočasně se zde pořádala i filmová představení.
V roce 1979 převzalo divadlo město Paříž. Po důkladné rekonstrukci bylo divadlo v roce 1980 opět otevřeno pod názvem Théâtre musical de Paris (Pařížské hudební divadlo). Hrály se zde operety a opery. V roce 1989 byla v divadle vylepšena akustika a divadlo získalo opět svůj historický název Théâtre du Châtelet. Foyer bylo vyzdobeno freskami s námětem dějin hudby, které vytvořil původem italský malíř Valerio Adami. Fresky jsou viditelné velkými okny z náměstí.
Divadlo bylo sídlem Orchestre de Paris a Orchestre philharmonique de Radio France, než se v září 2006 přestěhovaly do rekonstruovaného Salle Pleyel.
Od roku 1993 v divadle každoročně hostuje Philharmonia Orchestra London. Od roku 2002 se zde v únoru také předávají francouzské filmové ceny César.